# 雲照寺 (渋谷区)
雲照寺（うんしょうじ）は、東京都渋谷区にある東寺真言宗の寺院。

## 概要
創建年代は不明である。元々は現在の東京都文京区目白台に位置し、「蔵王寺」という名称であった。明治時代の真言宗僧侶釈雲照が開いた学校「目白僧園」の卒業生らが亡き師匠の徳を慕って、1921年（大正10年）に蔵王寺を現在地に移転した上で、師匠の名にちなみ「雲照寺」と改称した。
観音堂と門は目白台の旧蔵王寺から、庫裏などは鳥尾小弥太子爵邸から移設した。鐘は興福寺のものを模して、東京藝術大学で製作した。
なお「目白僧園」は、後に寺院登録して練馬区に移転し、現在は十善戒寺となっている。
境内には板碑があるが、その造立年代は不明である。

## 交通アクセス
- 代々木上原駅より徒歩5分。